# International Exhibition of Science, Art and Industry
De International Exhibition of Science, Art and Industry was de eerste van vier wereldtentoonstellingen die eind 19e, begin 20e eeuw in de Schotse stad Glasgow werden gehouden. Deze tentoonstellingen zijn echter nooit als universele tentoonstelling door het Bureau International des Expositions erkend. Het doel van de tentoonstelling van 1888 was voornamelijk het tonen van de Schotse prestaties op het gebied van toegepaste wetenschap en kunst. Daarnaast wilden de organisatoren met de winst van de tentoonstelling een museum, een school voor kunsten en een galerie bekostigen. De opzet slaagde en toen de tentoonstelling sloot was er een batig saldo van 43.000 pond, dat werd besteed aan de Kelvingrove Art Gallery and Museum.